# Guus Hupperts
Guus Hupperts (sinh 25 tháng 4 năm 1992) là một cầu thủ bóng đá Hà Lan, hiện tại thi đấu cho Sporting Lokeren. Anh từng đá cho Roda JC Kerkrade, AZ và Willem II.